# Vibracellina laxibasis
Vibracellina laxibasis är en mossdjursart som beskrevs av Canu och Bassler 1928. Vibracellina laxibasis ingår i släktet Vibracellina och familjen Cupuladriidae.
Artens utbredningsområde är Mexikanska golfen. Inga underarter finns listade i Catalogue of Life.